# West of the Water Tower
West of the Water Tower è un film muto del 1923 diretto da Rollin S. Sturgeon. La sceneggiatura di Doris Schroeder si basa sull'omonimo romanzo di Homer Croy (pubblicato a New York nel 1923) adattato per lo schermo da Lucien Hubbard.

## Trama
Nasce il sospetto che il matrimonio di Guy e Bee non sia valido perché la cerimonia di nozze (celebrata in segreto in un'altra città da un giudice di pace) potrebbe essere stata illegale. Quando però Bee rimane incinta, tutta la città prende posizione contro la coppia che è costretta a lasciarsi. Ma il funzionario che ha celebrato il matrimonio vede su un giornale quello che è successo: risolve la situazione recandosi a consegnare il certificato di nozze che Guy e Bee non avevano mai ricevuto.

## Produzione
Il film, prodotto dalla Famous Players-Lasky Corporation, venne girato da inizio agosto a ottobre 1923.

## Distribuzione
Il copyright del film, richiesto dalla Famous Players-Lasky Corp., fu registrato il 9 gennaio 1924 con il numero LP19800.

Distribuito dalla Paramount Pictures, il film - presentato da Adolph Zukor - venne proiettato in prima a New York il 30 dicembre 1923. Il 6 gennaio 1924, uscì nelle sale cinematografiche statunitensi.
Non si conoscono copie ancora esistenti della pellicola che viene considerata presumibilmente perduta.